# Egon Mayer
Egon Mayer, nemški častnik, vojaški pilot in letalski as, * 19. avgust 1917, Konstanca, † padel v boju 2. marec 1944, bližina Montmédyja.

## Življenjepis
Egon Mayer se je Luftwaffe pridružil leta 1937. Po mirnodobnem šolanju je bil 6. decembra 1939 dodeljen prvo skupino drugega polka, I./JG 2. Svojo prvo zračno zmago je dosegel 13. junija 1940, ko je sestrelil francoskega lovca Morane-Saulnier M.S.406. Takrat je letel v šesti eskadrilji, 6./JG 2.
10. junija 1941 je nadporočnik Mayer prevzel poveljstvo nad 7./JG 2, ki je imel bazo v St. Pol-Brias. 1. avgusta 1941 pa je bil po svoji 20. zmagi odlikovan z Viteškim križem. 
Novembra 1942, je napredoval v čin stotnika in prevzel poveljstvo nad tretjo polkovno skupino, III./JG 2, 23. novembra pa je sestrelil svoj prvi težki štirimotorni ameriški bombnik Boeing B-17 Flying Fortress, v istem dnevu pa še drugega, B-24 Liberator. Mayer naj bi skupaj z Georgom-Petrom Ederjem iznašel učinkovit napad na težke bombnike. Prav onadva sta namreč ugotovila, da je napad neposredno od spredaj najbolj varen in učinkovit, ker lahko na napadajočega lovca hkrati strelja najmanj bombnikovih zaščitnih mitraljezov. 
16. aprila 1943 je bil za 63 zmag odlikovan s hrastovimi listi (Nr. 232) k viteškemu križu. 1. julija 1943 pa je postal komodor JG 2 in na tem mestu zamenjal Waltherja Oesaua. 6. septembra 1943 je Mayer v 19 minutah sestrelil kar tri bombnike B-17, tako imenovane »leteče trdnjave«, 1. decembra istega leta pa je v enem dnevu sestrelil kar štiri ameriške lovce P-47 Thunderbolt in še eno letečo trdnjavo.
Svojo 90. zračno zmago je dosegel 31. decembra 1943, 5. februarja 1944 pa je po zmagi nad ameriškim P-47 postal prvi pilot, ki je nad zahodnim bojiščem sestrelil 100 letal.

### Smrt v boju
Egon Mayer je padel v boju 2. marca 1944, ko je vodil napad JG 2 na prihajajoče ameriške bombniške formacije, ki so jih spremljali lovci P-47. V enem od napadov ga ja v njegovem Focke Wulf Fw 190 A-6 z serijsko številko (W. Nr. 470 468) napadlo več sovražnih lovcev in ga sestrelilo v bližini francoskega mesta Montmédy. Posmrtno je bil odlikovan z meči k viteškemu križu (Nr. 51).
Egon Mayer je skupaj sestrelil 102 sovražna letala. Vse zmage je dosegel na zahodnem bojišču, med njimi pa je bilo 26 težkih bombnikov, 51 britanskih lovcev Supermarine Spitfire in 12 ameriških lovcev Republic P-47 Thunderbolt.

## Odlikovanja
- Ranjenski znak v srebrni barvi
- Letalska frontna značka v zlatu s ploščico "300"
- Značka pilota/opazovalca
- Ehrenpokal der Luftwaffe
- Nemški križ v zlatu (16. julij 1942)
- Železni križec 2. in 1. stopnje
- Viteški križ železnega križca (Ritterkreuz) (1. avgust 1941)
- Hrastovi listi k viteškemu križcu (Eichenlaub) (16. april 1943)
- Meči k viteškemu križcu (2. marec 1944)